# Styringomyia schoutedeni
Styringomyia schoutedeni är en tvåvingeart som beskrevs av Alexander 1930. Styringomyia schoutedeni ingår i släktet Styringomyia och familjen småharkrankar. Inga underarter finns listade i Catalogue of Life.